# Mary Pickford (cocktail)
Pour les articles homonymes, voir Mary Pickford.
Le Mary Pickford est un cocktail reconnu par l'IBA, appartenant à la catégorie anytime.

## Histoire
Le cocktail, qui est un hommage à l'actrice Mary Pickford, a été créé au bar de l'hôtel National à Cuba en 1920.

## Préparation
Verser tous les ingrédients dans le shaker et servir dans un verre à cocktail préalablement réfrigéré.